# Enrique Villagrán
Enrique Villagrán (Argentina 6 de enero de 1940 - ibidem 18 de octubre de 2014), más conocido con el pseudónimo de Gómez Sierra, fue un dibujante argentino de cómics de trayectoria internacional, uno de los principales artistas de la editorial Columba a partir de la década de los 70 que también tuvo su colaboración en editorial Record y en el mercado estadounidense en compañías como Marvel, DC y Eclipse. Villagrán es considerado como uno de los artistas más importantes del cómic en Argentina de las últimas décadas. Fue hermano de los también célebres Ricardo Villagrán y Carlos Villagrán, con quienes constituyó una tríada de artistas que, en asociación con el guionista y dibujante Robin Wood, fundaron el estudio Nippur IV.

### Trayectoria
Nació en la provincia de Corrientes el 6 de enero de 1940. Siendo un joven veinteañero, luego de dejar una incipiente carrera militar, Enrique Villagrán comenzó a trabajar como dibujante en Editorial Columba a partir de 1963, colaborando con su hermano Ricardo en los gráficos y también como guionista. Enrique ya había escrito  previamente unos 300 guiones a los que también ilustró,  para esa misma editorial antes de comenzar a trabajar de manera regular en la misma. A partir de la década de los 70 comienza a realizar sus propios trabajos. La editorial le impone el uso de un pseudónimo y Enrique adopta el apellido materno de soltera Gómez Sierra, con el cual pasaría a figurar en los créditos de los cómics durante años. Entre esos primeros trabajos se destacan Argon el justiciero, Brigada Madeleine y en 1971 dentro de la editorial Top realiza algunos episodios de Ernie Pike. En Columba también desarrollaría adaptaciones al cómic de varias películas, algo que continuaría realizando aún en la década siguiente, con títulos como Cobra película de 1986 con Sylvester Stallone  también Saturno 3 o incluso  la versión de 1981 de Tarzán el hombre mono protagonizada por Miles O' Keeffe y Bo Derek entre otras.
Siguió por esos años firmando con el pseudónimo de Gómez Sierra en trabajos realizados para las revistas Skorpio y Corto Maltés, a la vez que continuaba desarrollando trabajos para Columba, entre los que destacarían Los Aventureros, Los Amigos y Kayan entre muchos otros. A mediados de esa misma década, junto a sus hermanos Ricardo y Carlos y el guionista y dibujante Robin Wood forman el estudio Nippur IV dedicado a la elaboración de historietas de aventuras, además de la famosa tira Nippur de Lagash para la editorial Columba. El nombre surge del popular personaje creado por Wood sumado a que sus fundadores eran cuatro integrantes originalmente. Por dicho estudio pasarían y surgirían una gran cantidad de artistas como Jorge Zaffino, Eduardo Barreto, Sergio Toppi y Ruben Meriggi entre otros.

### Mercado internacional
Durante los años 1982 y 1986 Villagrán era ya el dibujante titular de Nippur de Lagash. A mediados de esa década, el estudio se muda a Pensilvania, USA en busca de abrir nuevos horizontes para el mercado internacional. Enrique se encargaría posteriormente de ilustrar algunos de los personajes más conocidos de Dc y Marvel comics como Batman, Conan el bárbaro, Fantastic Four, Punisher, Robin, Green Lantern y otros como Wynonna Earp. Es notable la aceptación y el reconocimiento que logra a partir de ese momento como artista. En el mercado europeo también realizaría algunos trabajos, entre ellos en Italia con el cómic El Vikingo. En esa misma década, trabajando nuevamente junto a Robin Wood, crea para la Editorial Columba la miniserie "Brío" que tendría una duración de solo tres capítulos y comienzan a idear con Wood la serie "Danske".

### Década de los 90s
Durante la década de los 90s Gómez Sierra se dedica a ilustrar la historieta Danske, la guerrera del futuro, trama que se centra en un futuro postapocalíptico, ya que el argumento principal surge luego de un holocausto nuclear. Columba ya había probado con éxito la fórmula de esa clase de ciencia ficción en la serie "Mark" en la década de los 70. El personaje de Danske está basado en la figura de la danesa Birigitte Nielsen y sería ilustrado en tres dimensiones diferentes, una para el público en general, la otra con contenido erótico y una tercera versión totalmente dedicada al público adulto.

### Últimos años
Tras el cierre de la editorial Columba, y dentro del contexto de la eroticidad ilustraría una célebre tira llamada Teach me! para el sello SQP. También ilustraría Wicked West y Selena  publicadas como libros, Kerry Drake y Herman Storm para Suecia. 
Gómez Sierra falleció el 18 de octubre del 2014 a los 74 años.

### Estilo
Gómez Sierra era un artista de estilo realista que descollaba en la representación estética de la figura humana a la que dotaba de una gran naturalidad y sensualidad, destacándose la representación de las figuras femeninas, que llevadas a los cómics se lucían aún más que los propios héroes protagónicos, algo que destaca con los personajes de Storm, Star y Astrid Von Rotten de Los Aventureros  o con Danske la amazona. En ciertas ocasiones sus creaciones de personajes femeninos eran una combinación de damiselas en apuros con mujeres vanguardistas e independientes desarrolladas en un entorno hostil e incluso hasta postapocalíptico donde ellas finalmente lograban imponerse en un mundo dominado por hombres.

## Listado parcial de sus obras
- Argón el justiciero

- Brigada Madeleine

- Brío[7]

- Danske

- Durango

- Ernie Pike

- Gladiador

- Kayan

- Los aventureros

- La niña de las tinieblas
- Los amigos
- Nippur de Lagash

- Unitarios varios[15]